# University of Cumbria
Die University of Cumbria wurde im August 2007 als ein Zusammenschluss von St. Martin's College Lancaster, dem Cumbria Institute of the Arts und Einrichtungen der University of Central Lancashire formell gegründet. Zu diesem Zweck hatte das St. Martin's College in Lancaster, das zuvor Abschlüsse unter der Aufsicht der Universität Lancaster vergab, eigenständige Rechte zur Verleihung von Universitätsabschlüssen beantragt, die im Januar 2007 vom Privy Council gewährt wurden.
Die Hauptverwaltung der Universität befindet sich in Carlisle. Einrichtungen der Universität befinden sich ursprünglich auch in Penrith in den ehemaligen Einrichtungen University of Central Lancashire, in Lancaster in den ehemaligen Einrichtungen des St. Martin's College Lancaster und in Ambleside, sowie in London im Bezirk Tower Hamlets. 2009 wurde beschlossen, die Einrichtungen in Ambleside ab dem Sommer 2010 wegen finanzieller Probleme stillzulegen. Der Campus in Ambleside wurde zum Wintersemester 2013 wiedereröffnet. Die Universität plant durch weitere Umbauten die Attraktivität von Ambleside für Studenten steigern zu können.

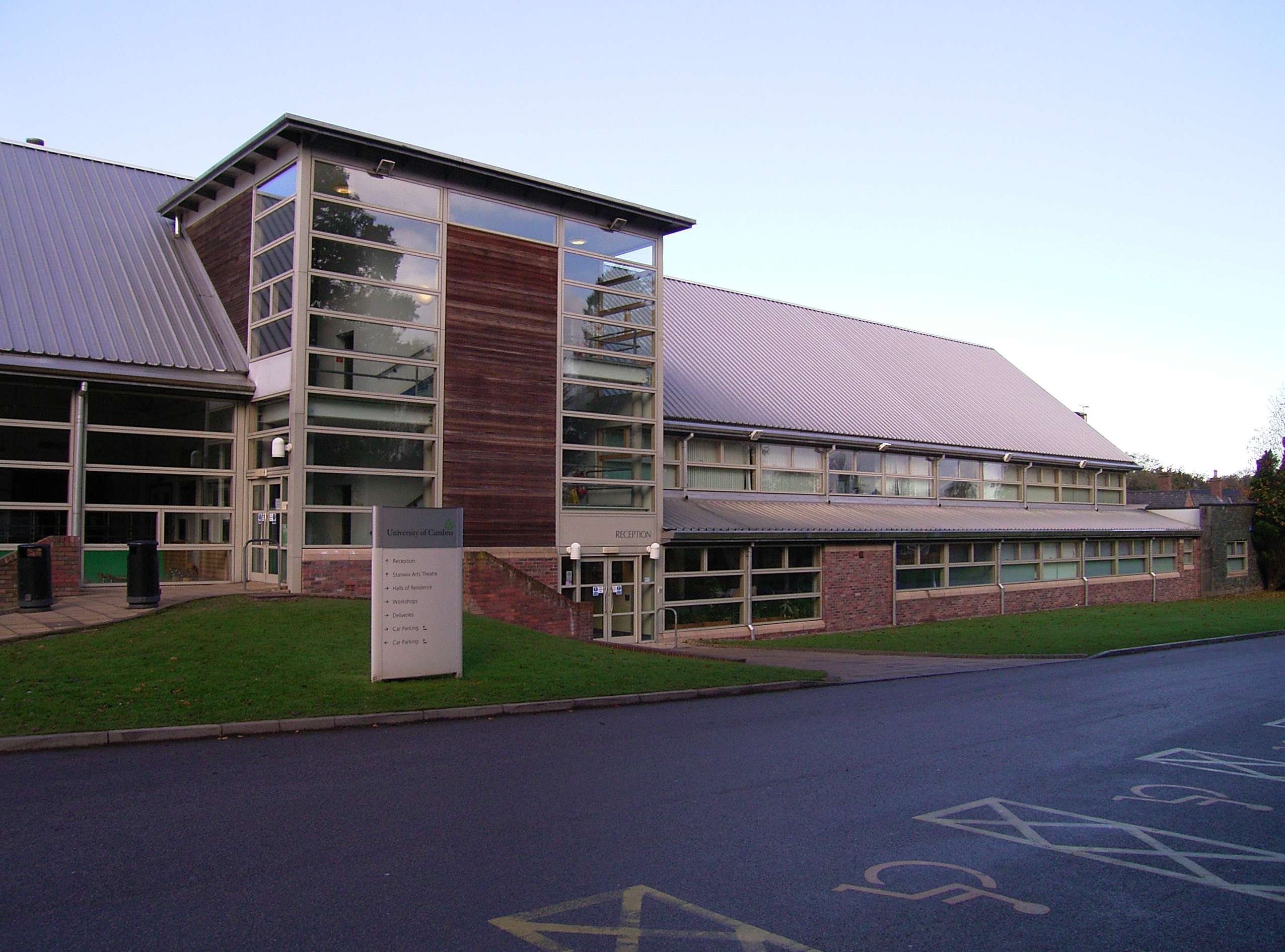
Universitätsgebäude am Standort Brampton Road in Carlisle

Die Universität bildet u. a. in den Bereichen Jura, Informatik, Wirtschaftswissenschaft und Forstwirtschaft aus. Des Weiteren ist die Universität in der Lehrerausbildung tätig und bietet Möglichkeiten der Erwachsenenbildung in Penrith und Carlisle.

## Zahlen zu den Studierenden
Von den 7.945 Studenten des Studienjahrens 2019/2020 nannten sich 5.230 weiblich (65,8 %) und 2.695 männlich (33,9 %). 7.065 kamen aus England, 205 aus Schottland, 70 aus Wales, 285 aus Nordirland, 160 aus der EU und 145 aus dem Nicht-EU-Ausland. 5.980 der Studierenden strebten ihren ersten Studienabschluss an, sie waren also undergraduates. 1.965 arbeiteten auf einen weiteren Abschluss hin, sie waren postgraduates. Davon waren 70 in der Forschung tätig.
2009/2010 waren es 12.410 Studierende gewesen. 2014/2015 studierten 6.220 Frauen und 2.850 Männer und insgesamt 9.065 Personen.